# Petr Jarchovský

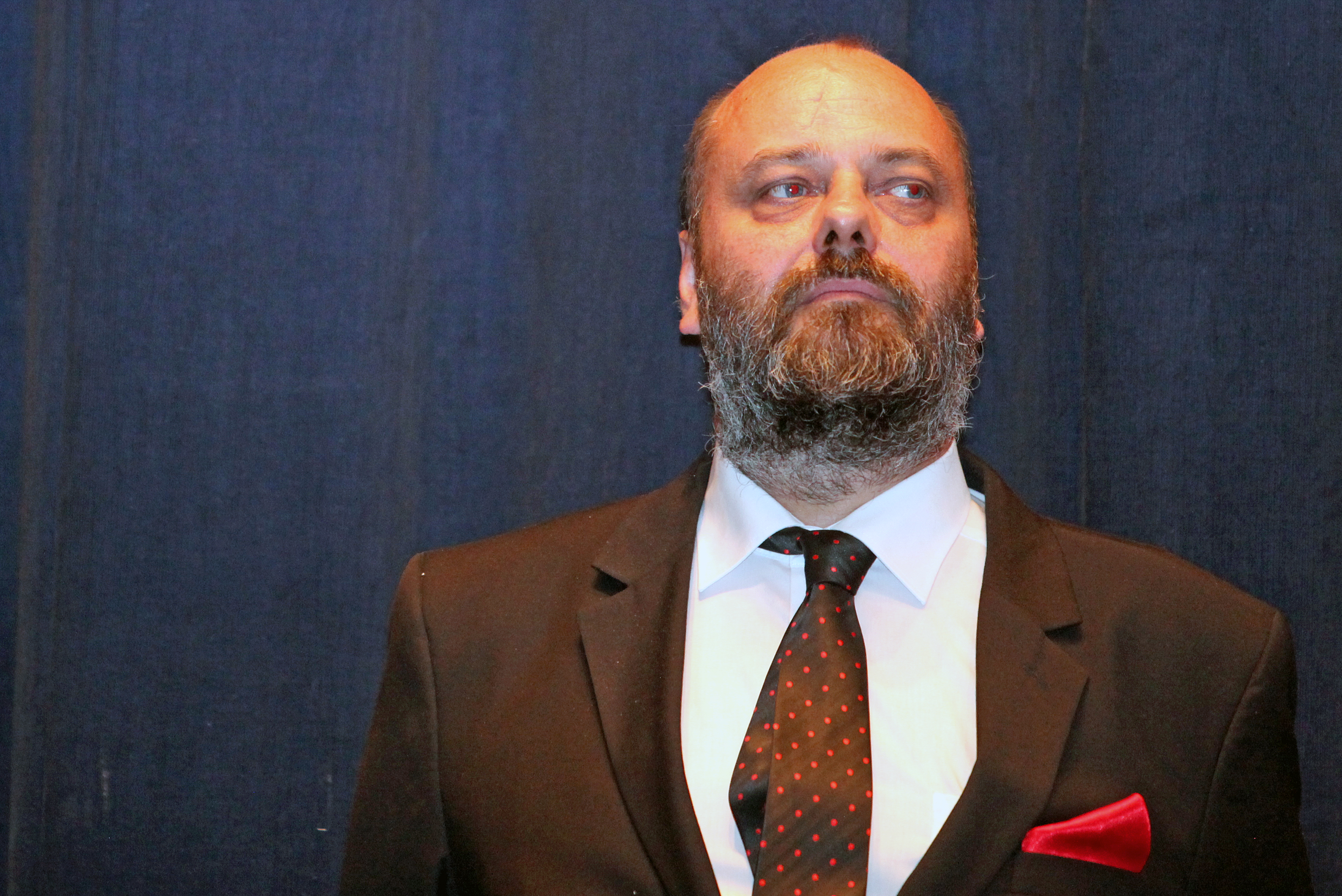
Petr Jarchovský im Jahr 2016

Petr Jarchovský (* 6. Oktober 1966 in Prag, Tschechoslowakei) ist ein tschechischer Drehbuchautor und Dramatiker.

## Leben
Jarchovský wurde 1966 in Prag geboren, besuchte zunächst ein Gymnasium in Prag und dann von 1987 bis 1991 zusammen mit seinem Klassenkameraden und zukünftigen Mitarbeiter Jan Hřebejk die Film- und Fernsehfakultät der Akademie der Musischen Künste. Später begann er seine Arbeit al Dramatiker und Drehbuchautor. Der Film Big Beat wurde 1993 mit dem Český lev ausgezeichnet.
Petr Jarchovský unterrichtet auch an der FAMU und arbeitet für das Tschechische Fernsehen.